# Théâtre dramatique royal
Vous pouvez aider à l'améliorer ou bien discuter des problèmes sur sa page de discussion.
- Il ne cite pas suffisamment ses sources. Vous pouvez indiquer les passages à sourcer avec {{référence nécessaire}} ou {{Référence souhaitée}}, et inclure les références utiles en les liant aux notes de bas de page. (Marqué depuis avril 2024)
- Certaines informations devraient être mieux reliées aux sources mentionnées dans la bibliographie ou les liens externes. Améliorez sa vérifiabilité en les associant par des références. (Marqué depuis avril 2024)
- Il ne s’appuie pas, ou pas assez, sur des sources secondaires ou tertiaires. (Marqué depuis avril 2024)

- Archive Wikiwix
- Bing
- Cairn
- DuckDuckGo
- E. Universalis
- Gallica
- Google
- G. Books
- G. News
- G. Scholar
- Persée
- Qwant
- (zh) Baidu
- (ru) Yandex
- (wd) trouver des œuvres sur Wikidata

Résidence

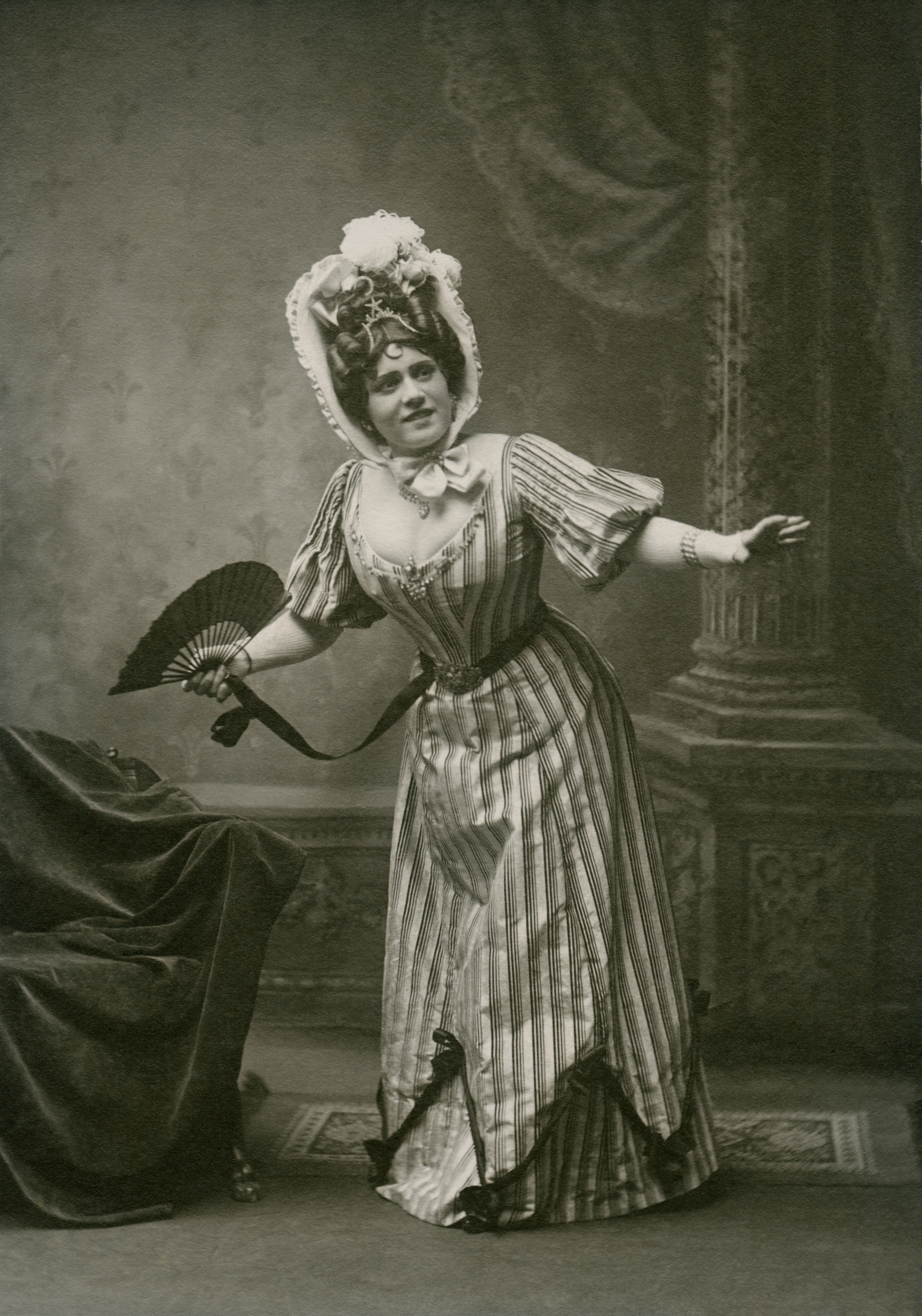
Anna Bartels interprétant le rôle de Musette dans La Bohème au théatre dramatique royal en 1901.

Le théâtre dramatique royal (Kungliga Dramatiska Teatern, abrégé Dramaten en suédois) est un théâtre situé dans le quartier Östermalm à Stockholm en Suède.

## Description
Le théâtre est installé dans le bâtiment Art nouveau de Nybroplan depuis 1908.
L'édifice a été conçu par l'architecte Fredrik Lilljekvist. 
Des artistes célèbres comme Carl Milles et Carl Larsson ont participé à la réalisation des décorations, et certaines décorations intérieures ont été réalisées par le prince Eugène de Suède .
L'école du théâtre, l'Académie royale de formation dramatique, a formé de nombreux acteurs et metteurs en scène devenus célèbres, dont Gustaf Molander (qui y a également enseigné), Alf Sjöberg, Greta Garbo, Vera Schmiterlöw, Signe Hasso, Ingrid Bergman, Gunnar Björnstrand, Max von Sydow et Bibi Andersson.

## Directeurs
Le théâtre fut dirigé, entre autres, par : 
- (2020-) - Mattias Andersson (en)
- (2015-2019) - Eirik Stubø
- (2009-2014) – Marie-Louise Ekman
- (2002–2008) – Staffan Valdemar Holm
- (1997–2002) – Ingrid Dahlberg
- (1986–1997) – Lars Löfgren
- (1985-1985) – Ingvar Kjellson
- (1981–1985) – Lasse Pöysti
- (1975–1981) – Jan-Olof Strandberg
- (1966–1975) – Erland Josephson
- (1963–1966) – Ingmar Bergman
- (1951–1963) – Karl Ragnar Gierow
- (1948–1961) – Ragnar Josephson
- (1938–1948) – Pauline Brunius
- (1934–1938) – Olof Molander
- (1928–1934) – Erik Wettergren
- (1922–1928) – Tore Svennberg
- (1910–1922) – Tor Hedberg
- (1908–1910) – Knut Michaelson

## Personnalité liée au théâtre
- Charlotta Raa-Winterhjelm